# Paroonrit Singnon
Paroonrit Singnon (thailändisch ปรุฬฤทธิ์ สิงห์โนน, * 5. September 2001) ist ein thailändischer Fußballspieler.

## Karriere
Paroonrit Singnon erlernte das Fußballspielen in der Jugendmannschaft des Erstligisten Muangthong United. Bis Saisonende 20220/21 beim Ayutthaya FC unter Vertrag. Der Verein aus Ayutthaya spielte in der dritten Liga, der Thai League 3. Hier trat Ayutthaya zuletzt in der Western Region an. Zur Saison 2021/22 unterschrieb er einen Vertrag beim ebenfalls in Ayutthaya beheimateten Zweitligisten Ayutthaya United FC. Sein Zweitligadebüt gab Sarayut Yoosuebchuea am 5. September 2021 (1. Spieltag) im Auswärtsspiel gegen den Erstligaabsteiger Sukhothai FC. Hier wurde er nach der Halbzeitpause für Jessadakorn Noysri eingewechselt. Sukhothai gewann das Spiel mit 5:0. Für Ayutthaya bestritt er 19 Zweitligaspiele. Ende August 2022 nahm ihn der Drittligist Koh Kwang FC unter Vertrag. Mit dem Klub aus Chanthaburi spielte er 17-mal in der Eastern Region der Liga. Zu Beginn der Saison 2023/24 wechselte er im Sommer 2023 zu dem in der Western Region spielenden Chainat United FC. Für den Verein aus Chainat bestritt er zehn Ligaspiele. Im Dezember 2023 wechselte er in die Southern Region. Hier schloss er sich dem FC Yala an. Für den Verein aus Yala bestritt er neun Drittligaspiele. Im Sommer 2024 wechselte er zum Zweitligisten Pattaya United FC. 2024 spielte er 14-mal in der neugegründeten U23-League. Hierbei erzielte er zwei Tore.